# José Ignacio Gutiérrez
Pour les articles homonymes, voir Gutiérrez.
Gutiérrez  Cataluña est un nom espagnol. Le premier nom de famille, en général paternel, est Gutiérrez ; le second, en général maternel, souvent omis, est Cataluña.
José Ignacio Gutiérrez Cataluña, né le 1er décembre 1977 à Valence, est un coureur cycliste espagnol.

## Biographie
Il est le frère de José Enrique Gutiérrez.

## Palmarès et résultats

### Palmarès par année
- 1998
  - Trofeo San Hipólito
- 1999
  - 2e de la Cursa Ciclista del Llobregat
  - 3e de la Vuelta a la Ribera
  - 3e de la Clásica Ciudad de Torredonjimeno
- 2004
  - 2eb étape du Tour d'Estrémadure
  - Gran Premi Vila-real :
    - Classement général
    - 1re étape

  - 4e étape du Circuito Montañés

### Résultats sur les grands tours

#### Tour de France
1 participation
- 2003 : abandon (8e étape)

#### Tour d'Italie
2 participations
- 2003 : 39e
- 2005 : 133e

#### Tour d'Espagne
1 participation
- 2005 : 77e